# ATC code H01
ATC code H01 هورمون‌ها و آنالوگ‌های هورمونی هیپوفیز و هیپوتالاموس زیرگروهی درمانی از سیستم طبقه‌بندی شیمیایی درمانی آناتومیک است. این سیستمِ متشکل از کدهای حرفی‌عددی را سازمان جهانی بهداشت برای طبقه‌بندی داروها و سایر تولیدات پزشکی ایجاد کرده است. زیرگروه H01 جزوی از گروه آناتومیک H فراورده‌های هورمونی به‌غیر از هورمون‌های جنسی و انسولین است.

کدهای مورد استفاده در دامپزشکی (کدهای ATCvet) را می‌توان با گذاشتن حرف Q جلو کدهای انسانی ATC ایجاد کرد: مثلاً QH01. کدهای ATCvet که فاقد کدهای انسانی متناظر ATC هستند، در فهرست ذیل با حرف آغازین Q ذکر شده‌اند.
ممکن است نسخه‌های ملی از طبقه‌بندی ATC حاوی کدهای اضافه‌ای باشند که در این فهرست (نسخهٔ سازمان جهانی بهداشت) نیامده باشند.

## H01AAnterior pituitarylobe hormones and analogues

### H01AAآدرنوکورتیکوتروپین
H01AA01 آدرنوکورتیکوتروپین
H01AA02 تتراکوزاکترین

### H01AB Thyrotropin
H01AB01 هورمون محرکه تیروئید

### H01AC Somatropin and somatropin agonists
H01AC01 هورمون رشد
H01AC02 Somatrem
H01AC03 Mecasermin
H01AC04 Sermorelin
H01AC05 Mecasermin rinfabate
H01AC06 Tesamorelin

### H01AX Other anterior pituitary lobe hormones and analogues
H01AX01 Pegvisomant

## H01BPosterior pituitarylobe hormones

### H01BA Vasopressin and analogues
H01BA01 وازوپرسین
H01BA02 دسموپرسین
H01BA03 وازوپرسین
H01BA04 Terlipressin
H01BA05 اورنیپرسین
H01BA06 وازوپرسین

### H01BB Oxytocin and analogues
H01BB01 Demoxytocin
H01BB02 اکسی‌توسین
H01BB03 Carbetocin

## H01C Hypothalamic hormones

### H01CA Gonadotropin-releasing hormones
H01CA01 هورمون آزادکننده گنادوتروپین‌ها
H01CA02 Nafarelin
QH01CA90 Buserelin
QH01CA91 Fertirelin
QH01CA92 Lecirelin
QH01CA93 Deslorelin
QH01CA94 Azagly-nafarelin
QH01CA95 Peforelin
QH01CA96 آنالوگ‌های هورمون آزادکننده گنادوتروپین‌ها ماهی آزاد
QH01CA97 Triptorelin

### H01CB Somatostatin and analogues
H01CB01 سوماتواستاتین
H01CB02 اکترئتید
H01CB03 Lanreotide
H01CB04 Vapreotide
H01CB05 Pasireotide

### H01CC Anti-gonadotropin-releasing hormones
H01CC01 Ganirelix
H01CC02 Cetrorelix